# L'eroe di Walmy
L'eroe di Walmy è un film muto italiano del 1908 diretto da Luigi Romano Borgnetto.